# Pyrilla pusana
Pyrilla pusana är en insektsart som beskrevs av William Lucas Distant 1914. Pyrilla pusana ingår i släktet Pyrilla och familjen Lophopidae. Inga underarter finns listade i Catalogue of Life.